# Fontaine-de-Vaucluse
Fontaine-de-Vaucluse este o comună în departamentul Vaucluse din sud-estul Franței. În 2009 avea o populație de 670 de locuitori.

## Evoluția populației
| An        | 1975 | 1982 | 1990 | 1999 | 2006 | 2009 |
| --------- | ---- | ---- | ---- | ---- | ---- | ---- |
| Populație | 532  | 604  | 580  | 610  | 671  | 670  |